# Gia Nghĩa (huyện)
Huyện Gia Nghĩa (phồn thể: 嘉義縣, bính âm Hán ngữ: Jiāyì Xiàn, bính âm thông dụng: Jiayì Siàn) là một huyện ở Tây Nam Đài Loan, bao quanh thành phố Gia Nghĩa nhưng không bao gồm thành phố này. Huyện rộng 1901,67 km² và có 548.801 nhân khẩu (tháng 1/2009).

## Hành chính

### Thành phố
- Thái Bảo (太保市)
- Phác Tử (朴子市)

### Trấn
- Bố Đại (布袋鎮)
- Đại Lâm (大林鎮)

### Hương
- Dân Hùng (民雄鄉)
- Khê Khẩu (溪口鄉)
- Tân Cảng (新港鄉)
- Lục Cước (六腳鄉)
- Đông Thạch (東石鄉)
- Nghĩa Trúc (義竹鄉)
- Lộc Thảo (鹿草鄉)
- Thủy Thượng (水上鄉)
- Trung Phố (中埔鄉)
- Trúc Khi (竹崎鄉)
- Mai Sơn (梅山鄉)
- Phiên Lộ (番路鄉)
- Đại Phố (大埔鄉)
- A Lý Sơn (阿里山鄉)